# Kows̄areh
Kows̄areh (persiska: کوثره, Kows̄ar) är en ort i Iran.   Den ligger i provinsen Khuzestan, i den centrala delen av landet, 500 km söder om huvudstaden Teheran. Kows̄areh ligger 306 meter över havet och antalet invånare är 109.
Terrängen runt Kows̄areh är huvudsakligen kuperad, men söderut är den platt. Kows̄areh ligger nere i en dal. Runt Kows̄areh är det ganska glesbefolkat, med 48 invånare per kvadratkilometer. Närmaste större samhälle är Masjed Soleymān, 10,9 km sydväst om Kows̄areh. Omgivningarna runt Kows̄areh är i huvudsak ett öppet busklandskap.